# Leo McKern
Leo McKern, pseudonimo di Reginald McKern (Sydney, 16 marzo 1920 – Bath, 23 luglio 2002), è stato un attore australiano naturalizzato britannico.

## Biografia
Nato da Vera Martin e Norman Walton McKern, a quindici anni perse l’occhio sinistro in seguito ad un incidente.
Da giovane studiò come apprendista ingegnere. Più tardi si arruolò nell'esercito australiano e combatté nella seconda guerra mondiale, durante la quale, a Sydney nel 1944, fece la sua prima esperienza teatrale.
Si trasferì in seguito in Inghilterra, dove nel 1946 sposò l'attrice Jane Holland. Divenne presto un attore stabile all'Old Vic di Londra e al Shakespeare Memorial Theatre (Royal Shakespeare Theatre) di Stratford-upon-Avon dove, nonostante l'occhio di vetro e l'accento australiano, riscosse un discreto successo. Nel 1949 interpretò Forester in Pene d'amore perdute all'Old Vic, ma il ruolo che gli donò maggior successo fu quello di Iago nell'Otello di Anthony Quayle del 1952.
Debuttò al cinema nel 1952, con il film Assassinio nella cattedrale, tratto dal dramma teatrale omonimo di Thomas Stearns Eliot.
Da ricordare la sua esilarante interpretazione dell'acerrimo nemico di Sherlock Holmes, l'esimio professor Moriarty, nel film Il fratello più furbo di Sherlock Holmes di Gene Wilder (1975), e quella di Imperius nel kolossal hollywoodiano Ladyhawke (1985).
Il diabete e altri problemi di salute lo costrinsero a ritirarsi dalla scena teatrale nel 2000. Morì due anni più tardi, il 23 luglio 2002, e venne sepolto nel cimitero crematorio di Haycombe a Bath, nel Somerset.

## Filmografia parziale

### Cinema
- Assassinio nella cattedrale (Murder in the Cathedral), regia di George Hoellering (1952)
- All for Mary, regia di Wendy Toye (1955)
- X contro il centro atomico (X: The Unknown), regia di Leslie Norman (1956)
- L'alibi dell'ultima ora (Time Without Pity), regia di Joseph Losey (1957)
- Confess, Killer, regia di Wilfred Eades (1957)
- Verso la città del terrore (A Tale of Two Cities), regia di Ralph Thomas (1958)
- Sentenza che scotta (Beyond This Place), regia di Jack Cardiff (1959)
- Nemici di ieri (Yesterday's Enemy), regia di Val Guest (1959)
- Il ruggito del topo (The Mouse That Roared), regia di Jack Arnold (1959)
- Scent of Mystery, regia di Jack Cardiff (1960)
- Giubbe nere e calze rosa (Jazz Boat), regia di Ken Hughes (1960)
- Il piacere della disonestà (Mr. Topaze), regia di Peter Sellers (1961)
- ...e la Terra prese fuoco (The Day the Earth Caught Fire), regia di Val Guest (1961)
- L'ispettore (The Inspector), regia di Philip Dunne (1962)
- Il caso del cavallo senza testa (The Horse Without a Head), regia di Don Chaffey (1963)
- Dottore nei guai (Doctor in Distress), regia di Ralph Thomas (1963)
- A Jolly Bad Fellow, regia di Don Chaffey (1964)
- Troppo caldo per giugno (Hot Enough for June), regia di Ralph Thomas (1964)
- Per il re e per la patria (King & Country), regia di Joseph Losey (1965)
- Le avventure e gli amori di Moll Flanders (The Amorous Adventures of Moll Flanders), regia di Terence Young (1965)
- Aiuto! (Help!), regia di Richard Lester (1965)
- Un uomo per tutte le stagioni (A Man for All Seasons), regia di Fred Zinnemann (1966)
- Superspia K (Assignment K), regia di Val Guest (1968)
- Le disavventure di un guardone (Decline and Fall... of a Birdwatcher), regia di John Krish (1968)
- L'uomo venuto dal Kremlino (The Shoes of the Fisherman), regia di Michael Anderson (1968)
- La figlia di Ryan (Ryan's Daughter), regia di David Lean (1970)
- Rappresaglia, regia di George Pan Cosmatos (1973)
- Il fratello più furbo di Sherlock Holmes (The Adventure of Sherlock Holmes' Smarter Brother), regia di Gene Wilder (1975)
- Il presagio (The Omen), regia di Richard Donner (1976)
- Una ragazza, un maggiordomo e una lady (Candleshoe), regia di Norman Tokar (1977)
- The Savage, regia di Leslie Megahey (1977)
- La maledizione di Damien (Damien: Omen II), regia di Don Taylor (1978)
- Laguna blu (The Blue Lagoon), regia di Randal Kleiser (1980)
- La donna del tenente francese (The French Lieutenant's Woman), regia di Karel Reisz (1981)
- Ladyhawke, regia di Richard Donner (1985)
- Agente sì... ma di commercio! (Travelling North), regia di Carl Schultz (1987)
- Molokai: The Story of Father Damien, regia di Paul Cox (1999)

### Televisione
- Robin Hood (The Adventures of Robin Hood) – serie TV, episodi 1x01-1x02 (1955)
- Assignment Foreign Legion – serie TV, episodio 1x26 (1957)
- Il prigioniero (The Prisoner) – serie TV, episodi 1x02-1x16-1x17 (1967)
- Spazio 1999 (Space: 1999) – serie TV, episodio 1x21 (1973)
- Assassinio allo specchio (Murder with Mirrors), regia di Dick Lowry – film TV (1985)
- Le avventure di Bailey (Rumpole of the Bailey) – serie TV, 42 episodi (1978-1992)

## Doppiatori italiani
Nelle versioni in italiano delle opere in cui ha recitato, Leo McKern è stato doppiato da:
- Carlo Romano in ...e la Terra prese fuoco, Le avventure e gli amori di Moll Flanders, Un uomo per tutte le stagioni
- Corrado Gaipa in L'uomo venuto dal Kremlino, Il presagio, La maledizione di Damien
- Stefano Sibaldi in X contro il centro atomico, La figlia di Ryan
- Mario Maranzana ne Il fratello più furbo di Sherlock Holmes, Laguna blu
- Manlio Busoni in Verso la città del terrore, Aiuto!
- Sergio Fiorentini in Rappresaglia, Il prigioniero (2ª edizione)
- Michele Malaspina in Troppo caldo per giugno
- Vittorio Di Prima ne Il prigioniero (1ª edizione)
- Mario Bardella in Una ragazza, un maggiordomo e una lady
- Giampaolo Rossi ne Le avventure di Bailey
- Giuseppe Fortis ne La donna del tenente francese
- Renato Mori in Assassinio allo specchio
- Carlo Baccarini in Ladyhawke